# العلاقات الزيمبابوية الليبية
العلاقات الزيمبابوية الليبية هي العلاقات الثنائية التي تجمع بين زيمبابوي وليبيا.

## مقارنة بين البلدين
هذه مقارنة عامة ومرجعية للدولتين:
| وجه المقارنة                                              | زيمبابوي | ليبيا                                       |
| --------------------------------------------------------- | --- | ------------------------------------------- |
| المساحة (كم2)                                             | 390.76 ألف | 1.76 مليون                                  |
| عدد السكان (نسمة)                                         | 16.53 مليون | 6.37 مليون                                  |
| الكثافة السكانية (ن./كم²)                                 | 42.3 | 3.62                                        |
| العاصمة                                                   | هراري | طرابلس                                      |
| اللغة الرسمية                                             | لغة إنجليزية، اللغة الشونا، النديبيلية الشمالية ‏، لغة الشيشيوا، Barwe ‏، Kalanga language ‏، Tshwa language ‏، النداو ‏، اللغة التسونجا، لغة الإشارة الزيمبابوية ‏، اللغة السوتية، تونغا ‏، اللغة التسوانية، اللغة الفيندية، اللغة الكوسية | اللغة العربية، اللغة العربية الفصحى الحديثة |
| العملة                                                    | دولار أمريكي | دينار ليبي                                  |
| الناتج المحلي الإجمالي (بليون دولار)                      | 17.85 مليار | 50.98 مليار                                 |
| الناتج المحلي الإجمالي (تعادل القوة الشرائية) بليون دولار | 27.88 مليار | 69.32 مليار                                 |
| الناتج المحلي الإجمالي الاسمي للفرد دولار أمريكي          | 924 |                                             |
| الناتج المحلي الإجمالي للفرد دولار أمريكي                 | 1.79 ألف | 15.60 ألف                                   |
| مؤشر التنمية البشرية                                      | 0.509 | 0.724                                       |
| رمز المكالمات الدولي                                      | +263 | +218                                        |
| رمز الإنترنت                                              | .zw | .ly                                         |
| المنطقة الزمنية                                           | ت ع م+02:00 | ت ع م+02:00، توقيت شرق أوروبا               |

## منظمات دولية مشتركة
يشترك البلدان في عضوية مجموعة من المنظمات الدولية، منها:
| علم المنظمة | اسم المنظمة                        | تاريخ انضمام زيمبابوي | تاريخ انضمام ليبيا |
| ----------- | ---------------------------------- | --------------------- | ------------------ |
|             | مؤسسة التنمية الدولية              | 29 سبتمبر 1980        | 1 أغسطس 1961       |
|             | الأمم المتحدة                      | 25 أغسطس 1980         | 14 ديسمبر 1955     |
|             | الاتحاد الأفريقي                   | ?                     | ?                  |
|             | منظمة الشرطة الجنائية الدولية      | ?                     | ?                  |
|             | الاتحاد الدولي للاتصالات           | 10 فبراير 1981        | 3 فبراير 1953      |
|             | البنك الدولي للإنشاء والتعمير      | 29 سبتمبر 1980        | 17 سبتمبر 1958     |
|             | الاتحاد البريدي العالمي            | ?                     | ?                  |
|             | منظمة حظر الأسلحة الكيميائية       | ?                     | ?                  |
|             | مؤسسة التمويل الدولية              | 29 سبتمبر 1980        | 18 سبتمبر 1958     |
|             | البنك الإفريقي للتنمية             | ?                     | ?                  |
|             | وكالة ضمان الاستثمار متعدد الأطراف | 10 أبريل 1992         | 5 أبريل 1993       |
|             | يونسكو                             | 22 سبتمبر 1980        | 27 يونيو 1953      |

## وصلات خارجية
- موقع وزارة الخارجية الزيمبابوية
- موقع وزارة الخارجية الليبية